# Tczew

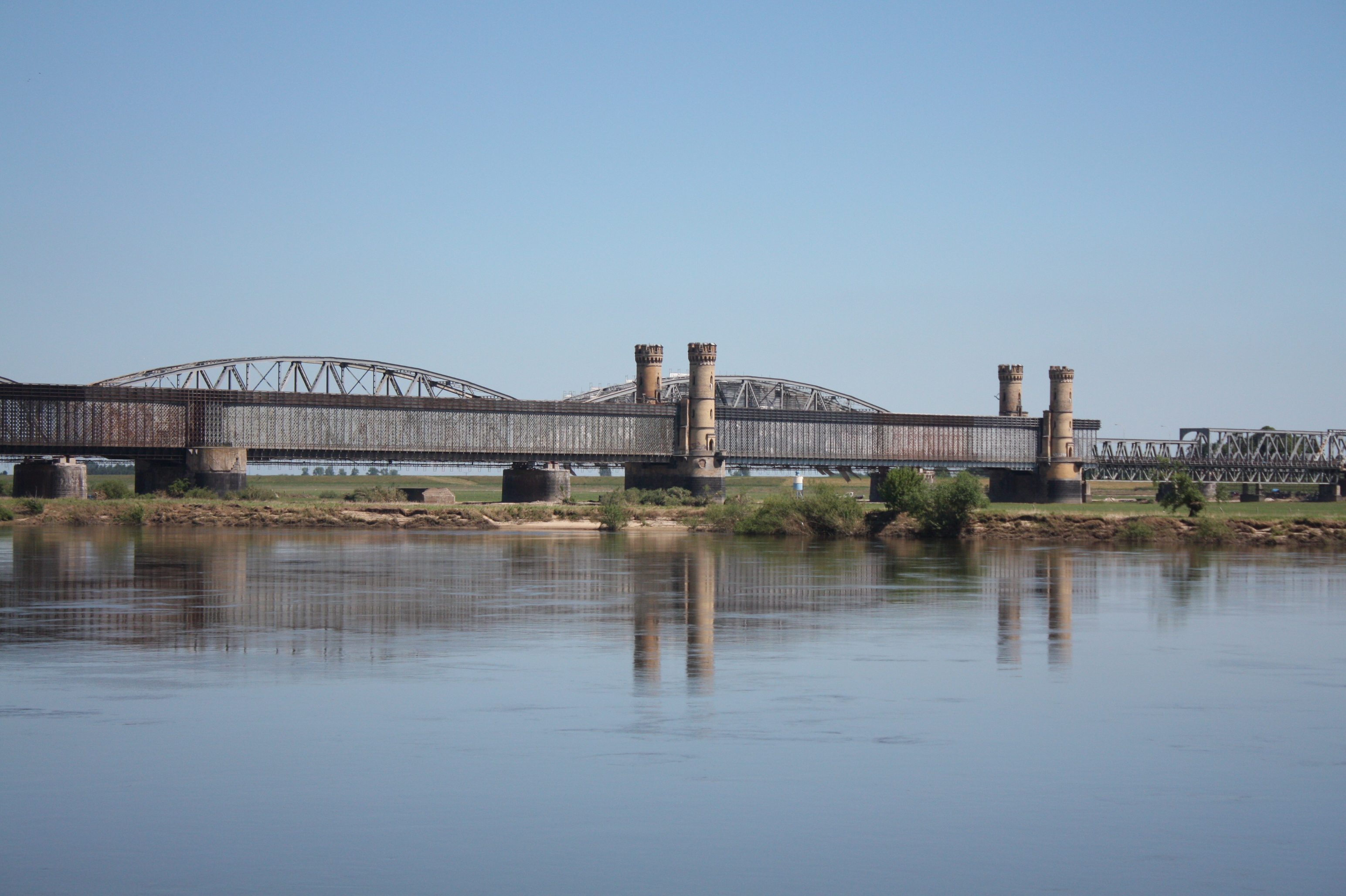
Puente sobre el Vistula

Tczew es un pequeño asentamiento del condado del Voivodato de Pomerania, situado aproximadamente a 40 kilómetros de Gdansk y a 60 kilómetros de Gdynia. Cuenta con una población de aproximadamente 60 142 habitantes (2005). La ciudad cuenta con muchos monumentos que gozan de una gran belleza e historia y por ende también goza de una importante atracción para los amantes del turismo.

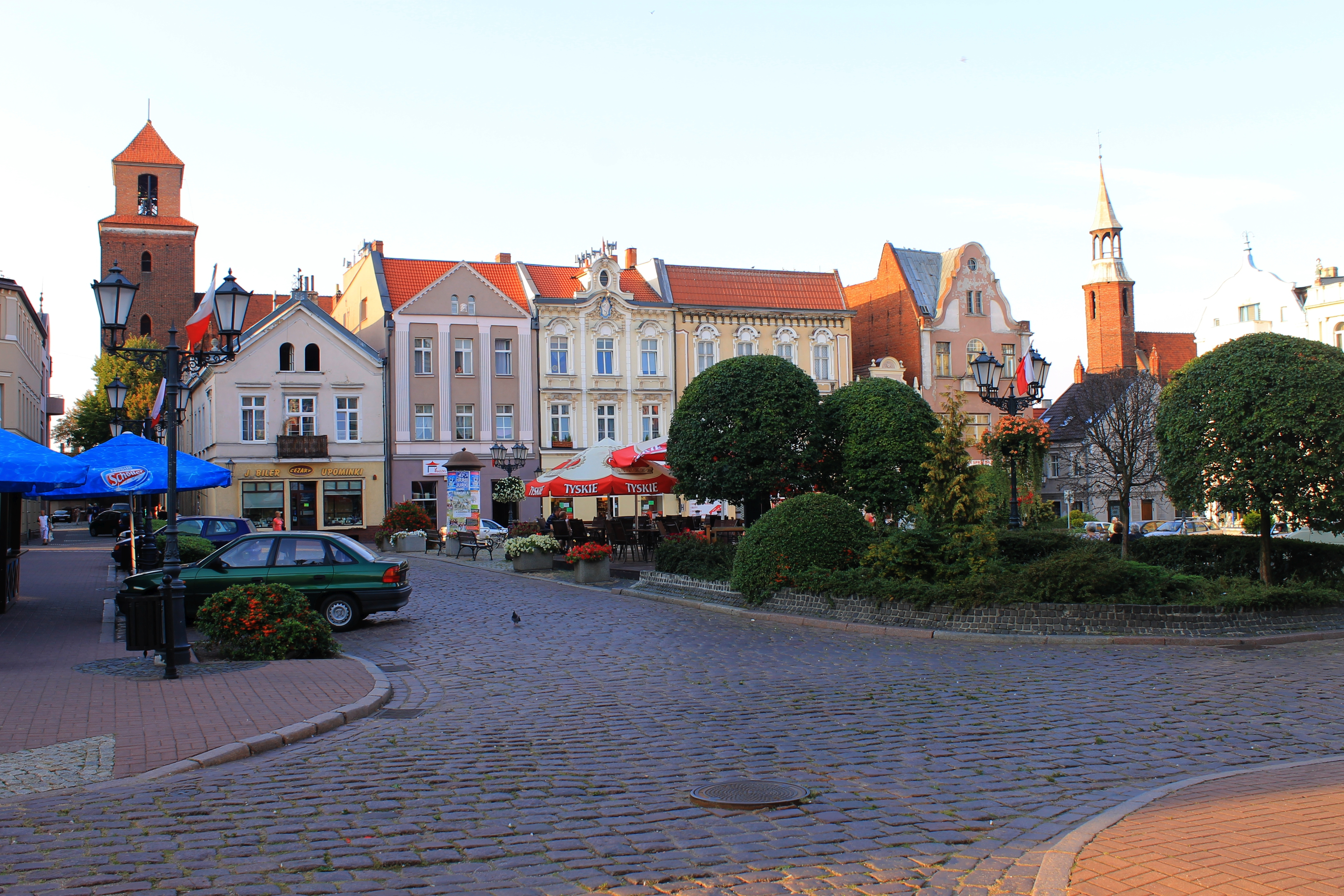
Plaza caco histórico de Tczew

Los principales monumentos son: La iglesia parroquial de la exaltación de la Santa Cruz, con un interior barroco del siglo XIII, la iglesia post-dominica de San Estanislao Kostka del siglo XIV y el molino holandés del año 1806. Una atracción de características especiales en Tczew es el puente sobre el río Vístula; dicho puente fue construido entre los años 1851 y 1857. En el momento de su finalización, con sus 837 metros de longitud, llegó a ser el puente de mayor longitud del mundo. El puente que consta con cuatro torres, es sumamente interesante debido a que consta con unas soluciones técnicas y constructivas no conocidas hasta la fecha. La Asociación Americana de Ingeniería catalogó los puentes como referencia internacional en ingeniería.

## Geografía
La ciudad está situada cerca del Vístula, en la región de Kociewie, la segunda (aparte de Casubia) región de Pomerenia). Tczew es sumamente importante para el transporte ferroviario debido a su buena localización, tanto con el norte como con el sur.

## Población
Actualmente Tczew cuenta con una población estimada de 60 100 habitantes, pero no siempre ha sido así, ya que entre los años 1921 y 1938, la población incrementó de 16 000 habitantes a 28 000 habitantes.
Años después, terminada la Segunda Guerra Mundial la población decreció en 19 000 habitantes; a lo largo de las siguientes décadas, la población se incrementó hasta 60 000 habitantes, que es el último registro civil que data del año 2009.

## Historia
Los primeros registros sobre Tczew datan del año 1198. Una decisión sumamente importante para Tczew, fue la idea de construir un castillo entre los siglos XII y XIII, con lo cual se trasladó la capital del Ducado de Lubiszew a Tczew.
Tczew obtuvo derechos como ciudad y gracias al enriquecimiento económico, se impulsó el desarrollo de la artesanía y del comercio. En 1308,la ciudad fue conquistada por los teutones, quienes construyeron un castillo a modo de edificio administrativo para su gobierno. En 1410, después de la batalla de Grunwald, Tczew se unió a la Confederación Prusiana y 16 años más tarde, como resultado de la Segunda Paz de Espina, fue reingresado a Polonia.
En 1577 hubo un gran incendio,que destruyó casi completamente la ciudad. Así mismo la ciudad también sufrió mucho durante las Guerras Polaco-Suecas en el siglo XVII y la Gran Guerra del Norte (1700-1721). Como resultado de la primera partición de Polonia en 1772 la ciudad se unió a Prusia y se reincorporó a Polonia solo después de la Primera Guerra Mundial. Durante el período de entreguerras, Tczew fue famoso por su academia marítima, se inauguró en 1920 y seis años después se fundó un puerto. Los años de oro para el puerto de Tczew fueron 1926-1928, es decir, buenos tiempos económicos para el carbón polaco,gracias a una huelga de largo plazo de los mineros ingleses.
Después del año 1928 el puerto local perdió su importancia. Posteriormente, se inició una fuerte industrialización dando al inicio de muchas fábricas a la creación de artesanía, comercio y mercado inmobiliario.
La iglesia de San José y el estadio deportivo fueron reconstruidos y los sistemas de distribución de agua y el matadero público fueron modernizados.
La Segunda Guerra Mundial supuso un punto de inflexión para Tczew con lo cual supuso un gran problema para la ciudad. En la mañana del l2 de septiembre de 1939, las tropas de Hitler entraron en la ciudad dando así al inicio de la ocupación alemana de Polonia. Supuso un tiempo de asesinatos y represiones para los ciudadanos de la ciudad; había campamentos para prisioneros de guerra ingleses y franceses, así como un campo de trabajo para polacos en la ciudad.
La ocupación alemana de Polonia tuvo su final el 12 de marzo de 1945, después de una sangrienta pelea en la que murieron más de 100 soldados. Al finalizar la Gran Guerra, Tczew fue considerada como una de las ciudades más destruidas de la región de Pomerania.

## Puentes sobre el Vístula
El principal puente, cuenta con aproximadamente 150 años. El desarrollo de la red ferroviaria en Prusia en los años 40 del siglo XIX y los planes de la construcción del Ferrocarril Real de Prusia Oriental dio lugar a la necesidad de construir dos importantes puentes para vías y carreteras sobre el Vístula en Tczew. El diseño y la construcción de dos puentes fueron encargados al ingeniero polaco Carl Lentze.
Lentze, después de hacer dos viajes de estudio, diseñó la estructura del puente con vigas de seis tramos con paredes paralelas y con malla. En los soportes fueron situados cinco pares de torres y las dos entradas al puente fueron destacadas con portales en los que se instalaron unas pesadas puertas de hierro para proteger el puente de la destrucción. Las torres y los portales fueron construidos con ladrillos amarillos de estilo neogótico. El puente fue construido entre los años 1851-1858. Tenía una longitud de 837 metros (incluyendo los portales) y entonces era considerado el puente más largo de Europa y uno de los más bonitos del mundo.
El puente fue seriamente dañado durante la Segunda Guerra Mundial entre los años 1939 y 1945. Posteriormente, como resultado de la reconstrucción,del puente original de Lentze solo quedaron tres tramos de 1857, dos de 1912 y dos pares de torres, mientras que el segundo puente fue reconstruido por completo.

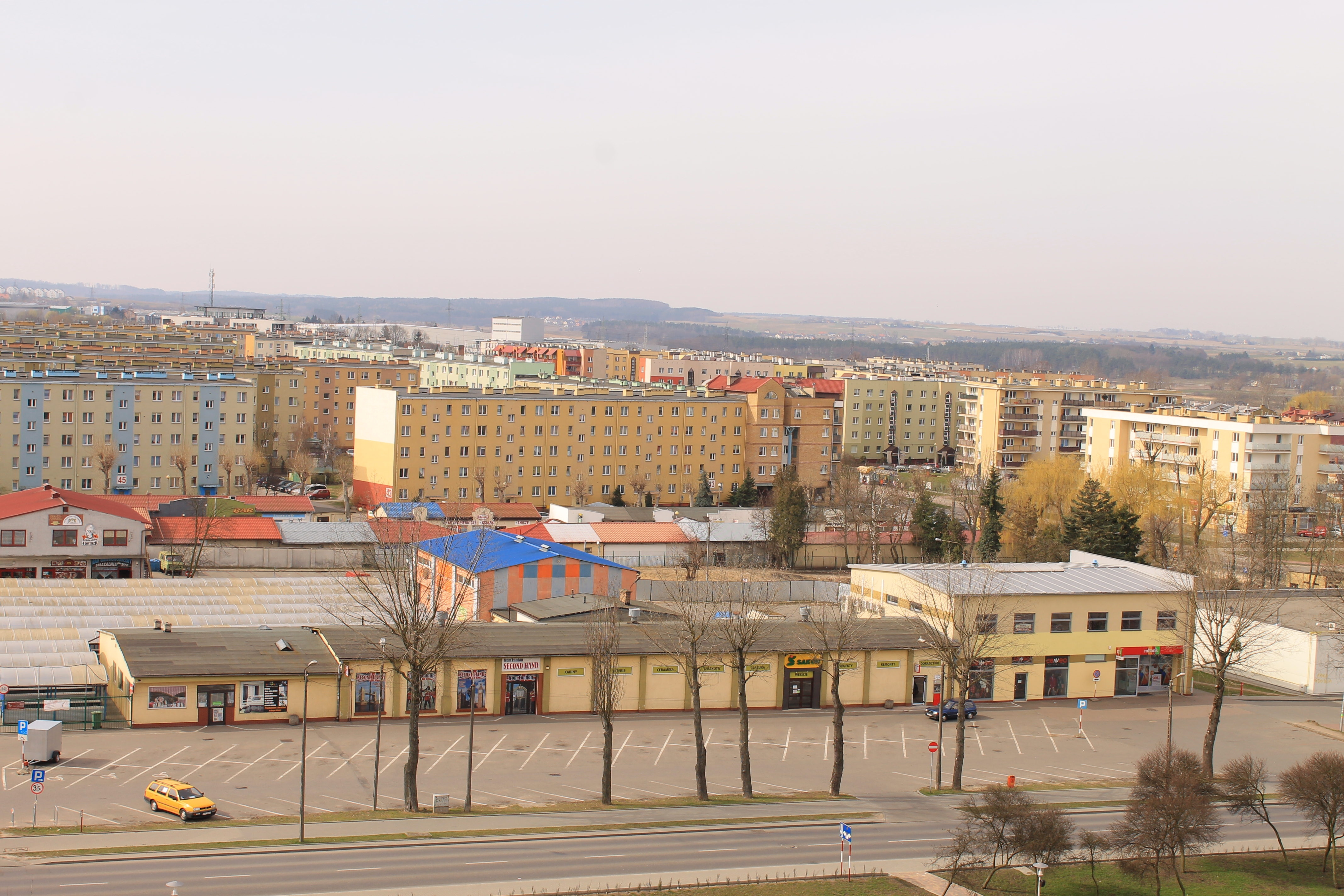
Parte más moderna de la ciudad de Tczew

El 14 de mayo del año 2004 el puente fue reconocido por la Sociedad Americana de Ingenieros (ASME), (en dicha lista también se encuentra la Torre Eiffel.